# Louis Moe

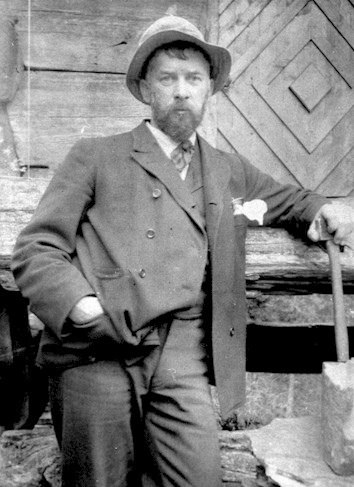
Louis Moe omkring 1910.

Louis Maria Niels Peder Halling Moe, född den 20 april 1857 i Tromøy vid Arendal i Norge, död den 23 oktober 1945 i Köpenhamn, var en norsk-dansk målare, grafiker, tecknare och illustratör.

## Biografi
Louis Moe var son till tandläkaren Halvor Georg Theodor Moe och Hansine Constance Halling och från 1897 gift med Inger Möller. Moe började studera på Den kongelige tegneskole i Oslo, och studerade därefter från 1876 måleri vid Det Kongelige Danske Kunstakademi i Köpenhamn samt för Laurits Tuxen 1882–1883. 
Han var permanent bosatt i Danmark från 1881, och blev även dansk medborgare 1919. Moe lämnade så småningom måleriet och ägnade sig helt åt teckning och etsning. Som etsare var han elev till Carl Locher.
Från sekelskiftet och fram till 1930 var Moe en av de ledande bokillustratörerna i Skandinavien. Moe har bland annat illustrerat Saxo Grammaticus "Danmarks Krønike", som är Frederik Winkel Horns danska översättning av Saxos Gesta Danorum, med otaliga teckningar. Detsamma gäller Adam Oehlenschlägers "Ørvarodds Saga. Et oldnordisk Eventyr", där han också bidrog med många illustrationer.
Moes flödande fantasi utmärker bilderna i de många populära barnböcker han illustrerade och ibland även författade texten till, t.ex. Burre-Busse-böckerna. Han illustrerade även många berättelser i Barnbiblioteket Saga. Moe är representerad vid bland annat Göteborgs konstmuseum.